# Ludwig Stillhart

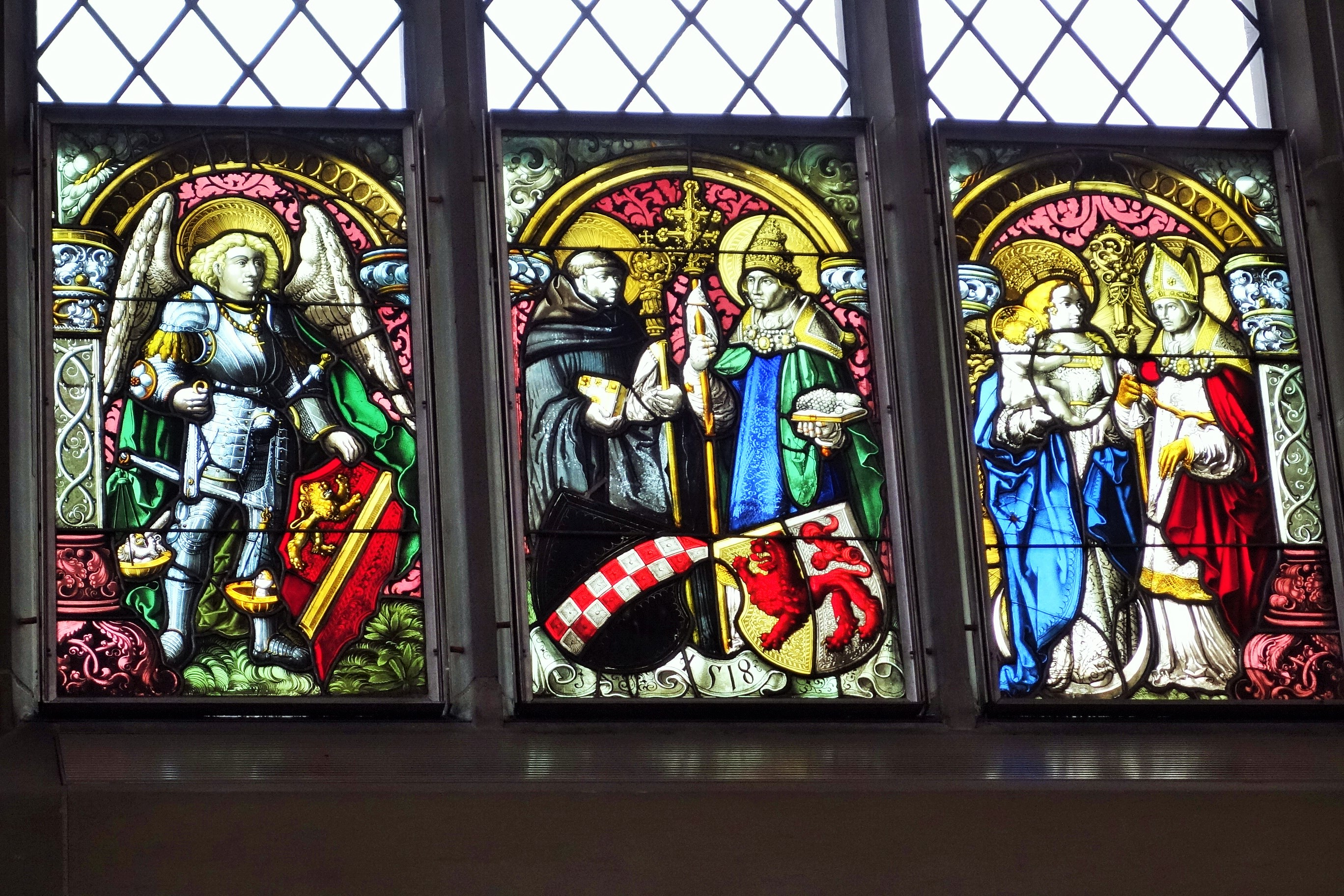
Chorfenster Stiftskirche Zofingen AG, Schweiz

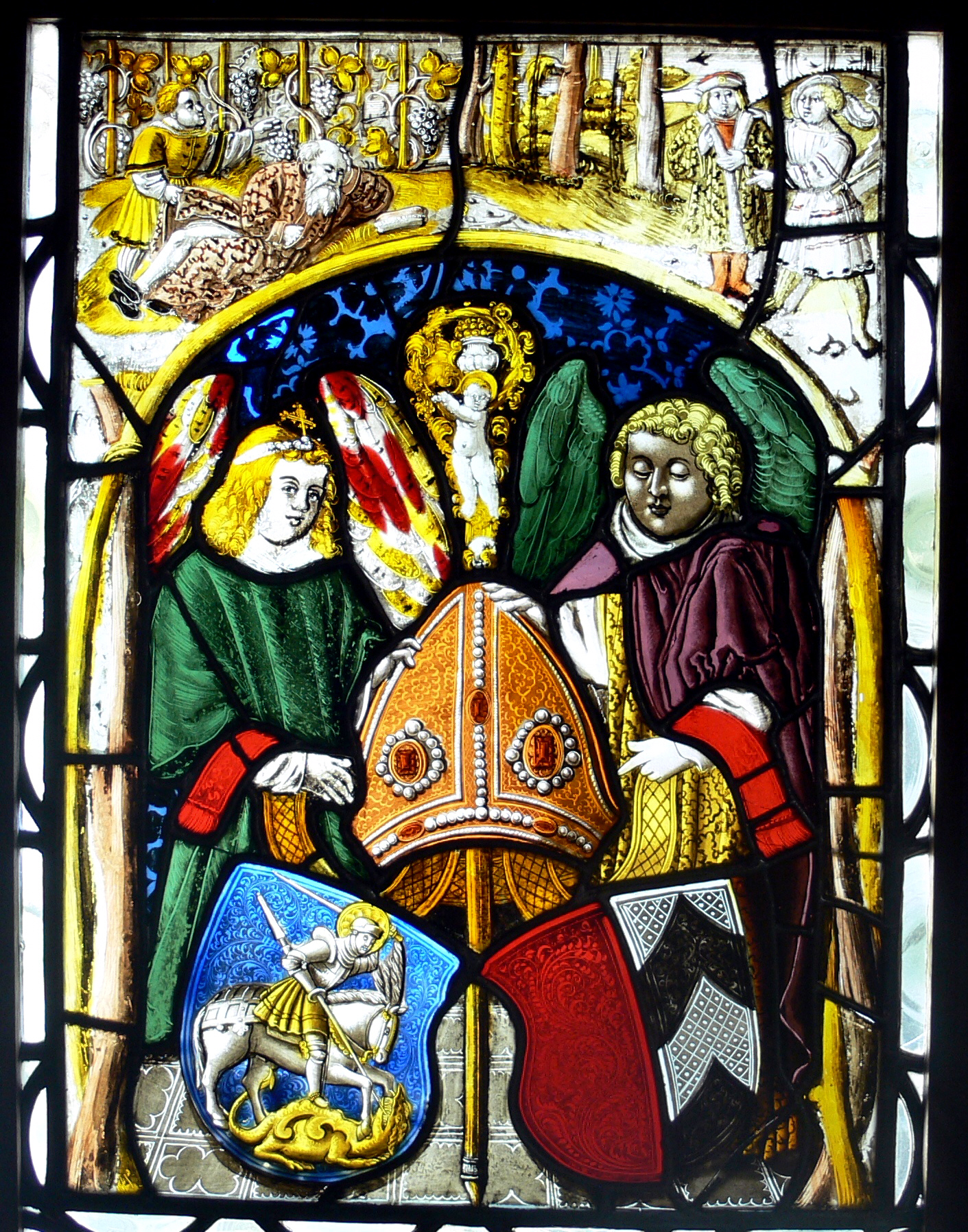
Wappenscheibe im Kloster St. Georgen (Stein am Rhein)

Ludwig Stillhart († um 1536/37) war ein Konstanzer Glasmaler.

## Leben und Wirken
Ludwig Stillhart war einer von zwei Söhnen (Hans und Ludwig) des Glasmalers Hans Stillhart († 1522), der 1483 aus Thann im Elsass nach Konstanz eingewandert war, und dessen Frau Anna Fryg. Ludwig wird ab 1506 als Glasmaler in Diensten der Stadt Konstanz erwähnt. Er lebte im Haus und der Werkstatt seines Vaters am Konstanzer Fischmarkt. Caspar Stillhart, ebenfalls Glasmaler, war ein Stiefbruder von Ludwig.
Die Werke der Stillhart-Werkstatt stellen „den künstlerischen Höhepunkt während der Frührenaissance am Bodensee dar“.
Er kennzeichnete seine Arbeiten mit dem Monogramm „LST“.

## Werke
- 1511 Stadtscheibe Frauenfeld (verschollen)[3]
- 1516 Wappenscheiben im Kloster St. Georgen, Stein am Rhein[3]
- 1518 Chorfenster mit Wappenscheiben in der Stadtkirche Zofingen[7]
- 1521 vierteiliger Zyklus im Rathaus Ermatingen[3]
- um 1525 Allianzscheibe Diesbach/Klingenberg[3]
- 1526 Schützenscheibe Konstanz (Rosgartenmuseum, Konstanz)[3]
- 1526 Wappenscheibe des Ulrich VII. von Hohensax und der Helene von Schwarzenberg[8]
- 1527 Wappenscheibe des Melcher Gisler[3]
- 1528 Wappenscheibe Bernhausen und von Reinach
- 1528 Wappenscheibe der Stadt Überlingen[9]
- um 1530 Scheiben im Benediktinerkloster Rheinau (verschollen)[3]
- 1531 Wappenscheibe des Markus von Knöringen, Kloster Reichenau

Die Stiftung Welterbe Klosterinsel Reichenau erwarb 2012 die Wappenscheibe des Markus von Knöringen, Abt der Reichenau, aus Privatbesitz. Die 40 mal 32 Zentimeter große Scheibe aus dem Jahre 1531 besteht aus bemaltem Glas und zeigt neben dem Wappenschild die Jungfrau Maria mit dem Jesuskind und einen Löwen, das Symbol des Evangelisten Markus, beide auch Patrone des Münsters St. Maria und Markus in Mittelzell auf der Insel Reichenau.